# NGC 4422
NGC 4422 este o galaxie lenticulară situată în constelația Fecioara. A fost descoperită în 25 aprilie 1784 de către William Herschel. Se află la o distanță de 94,62 de megaparseci de Pământ.